# Nikola Radović
Pour les articles homonymes, voir Radović.
Nikola Radović (en serbe : Никола Радовић) (né le 20 octobre 1933 à Nikšić et mort le 28 janvier 1991) est un footballeur monténégrin, international yougoslave des années 1950.

## Biographie
En tant que défenseur, Nikola Radović fut international yougoslave à trois reprises (1956) pour un but inscrit. Il affronta les USA, l'URSS et l'Indonésie, où il inscrivit son unique but à la 69e minute pour une victoire 5 buts à 1. Il participa aux JO 1956, où il joua deux matchs sur les trois et remporta la médaille d'argent. Il fit partie des joueurs yougoslaves sélectionnés pour la Coupe du monde de football de 1958, mais il ne joua aucun match. La Yougoslavie fut éliminée en quarts-de-finale.
Formé au Budućnost Titograd, il commença sa carrière professionnelle au BSK Belgrade, pendant deux saisons, remportant une coupe de Yougoslavie en 1953. Il fut ensuite transféré à l'Hajduk Split jusqu'en 1960, où il remporta un championnat yougoslave en 1955.

## Palmarès
BSK Belgrade
- Vainqueur de la Coupe de Yougoslavie en 1953.

 Hajduk Split
- Champion de Yougoslavie en 1955.

 Yougoslavie
- Médaille d'argent aux Jeux olympiques en 1956.